# Хестидо, Оскар Диего
Оскар Диего Хестидо Посе (порт. Óscar Diego Gestido Pose; 28 ноября 1901, Монтевидео, Уругвай — 6 декабря 1967, Монтевидео) — уругвайский военный и государственный деятель, президент Уругвая с 1 марта по 6 декабря 1967 года.

## Биография
В 1917 году в звании младшего лейтенанта окончил военную академию, в 1921 году — военное авиационное училище.
- 1925—1932 гг. — летчик-инструктор, летал на одномоторном биплане SVA-10, итальянского производства из Монтевидео в Асунсьон,
- 1932—1934 гг. — военно-воздушный атташе Уругвая во Франции,
- 1936—1937 гг. — первый директор военного училища аэронавтики,
- 1937—1938 гг. — заместитель директора,
- 1938—1946 гг. — генеральный директор Военного управления по аэронавтике. В 1942 г. ему было присвоено звание полковника.
- 1946—1949 гг. — генеральный директор,
- 1949—1951 гг. — председатель совета директоров авиакомпании Pluna, В 1949 г. ему было присвоено звание генерала.
- 1951—1957 гг. — генеральный инспектор Вооруженных сил Уругвая. В 1957 г. уходит в отставку с военной службы.
- 1957—1959 гг. — председатель совета директоров государственной железнодорожной компании (AFE),
- 1959—1963 гг. — председателя Национальной комиссии по оказанию помощи людям, пострадавшим от чрезвычайных ситуаций,
- 1963—1966 гг. — член Национального Совета Правительства Уругвая от партии Колорадо, в 1967 году избран президентом Уругвая.

Первоначальный энтузиазм общества в связи с принятием Конституции 1966 г. быстро сменился разочарованием в связи с нарастанием социально-экономического кризиса. Хестидо был вынужден объявить о девальвации песо, введении военного положения и взятии под контроль финансовых бирж. Это привело к выходу из правящего кабинета пяти министров, один из которых даже вызвал главу государства на дуэль.
Однако последствия чрезвычайных мер президент оценить не смог, поскольку умер в своём доме в Монтевидео из-за сердечного приступа в возрасте 66 лет 6 декабря 1967 года.
Похоронен на Центральном кладбище Монтевидео.
Его младший брат, Альваро Хестидо (1907—1957), был знаменитым футболистом, олимпийским чемпионом 1928 года и чемпионом мира 1930 года.